# سوبیبور (فیلم)
سوبیبور (روسی: Собибор) یک فیلم در ژانر جنگی و درام به کارگردانی کنستانتین خابنسکی است که در سال ۲۰۱۸ منتشر شد. این فیلم به عنوان نماینده روسیه در نود و یکمین دوره جوایز اسکار انتخاب شد ولی برگزیده نشد.

## داستان
داستان این فیلم بر اساس کتاب «دستیابی به جاودانگی» نوشته «ایلیا واسیلیِف» و بر اساس واقعیت شکل گرفته‌است که آن قیام منجر به فرار شمار زیادی از زندانیان شد و از آن به عنوان تنها قیام موفق در یک اردوگاه کشتار نازی‌ها (اردوگاه مرگ سوبیبور) از آن یاد می‌شود.

## بازیگران
- کنستانتین خابنسکی
- کریستوفر لمبرت
- میخالینا اولشانسکا
- فلیس یانکل
- میکلای کراوچیک